# Druten
Druten là một đô thị ở phía đông Hà Lan, ở tỉnh Gelderland. Đô thị này nằm ở khu vực phía đông của vùng Land van Maas en Waal của tỉnh Gelderland. Một trong những điểm nổi bật là nhà thờ do kiến trúc sư nổi tiếng người Hà Lan Pierre Cuypers thiết kế.

## Các trung tâm dân cư
- Afferden
- Deest
- Druten
- Horssen
- Puiflijk

## Nhân vật nổi tiếng từ Druten
- Reginald Wolfe (mất 1573), họa sĩ
- Peter Hans Kolvenbach (born 1928), lãnh đạo Dòng Tên